# Kelly Key
Kelly de Almeida Afonso, född 3 mars 1983 i Rio de Janeiro, mer känd under artistnamnet Kelly Key, är en brasiliansk sångerska. Hennes genombrott kom 2001 med hitlåten Baba baby. Under de senaste tio åren har Kelly Key sålt cirka 2,5 miljoner plattor.

## Diskografi

### Studioalbum
- 2001: Kelly Key
- 2003: Do Meu Jeito
- 2005: Kelly Key
- 2006: Por Que Não?
- 2008: Kelly Key

### Spanskspråkiga album
- 2002: Kelly Key en Español

### Livealbum
- 2004: Kelly Key - Ao Vivo

### Samlingsalbum
- 2002: Remix Hits
- 2007: 100% Kelly Key